# ميلوس ميلوتينوفيتش
ميلوس ميلوتينوفيتش مواليد 5 فبراير 1933 في بايينا باشتا، مملكة يوغوسلافيا - الوفاة 28 يناير 2003 في بلغراد، صربيا والجبل الأسود، كان لاعب كرة قدم صربي كان يلعب كمهاجم. سبق له أن لعب في كأس العالم لكرة القدم مع منتخب بلاده.

## المسيرة الاحترافية

### أندية لعب لها
- نادي بارتيزان
- نادي أو إف كيه بيوغراد
- بايرن ميونخ
- راسينغ كولومب
- نادي فرنسا

## روابط خارجية
- ميلوس ميلوتينوفيتش على موقع الاتحاد الدولي (مؤرشف)  (الإنجليزية)
- ميلوس ميلوتينوفيتش على موقع قاعدة بيانات كرة القدم.إي يو (الإنجليزية)
- ميلوس ميلوتينوفيتش على موقع بيانات كرة القدم. دي إي (الألمانية)
- ميلوس ميلوتينوفيتش على موقع ناشيونال فوتبول تيمز (الإنجليزية)
- ميلوس ميلوتينوفيتش على موقع عالم كرة القدم.نت (الإنجليزية)